# Грузія на зимових Олімпійських іграх 2006
Зимові Олімпійські ігри 2006 року в Солт-Лейк-Сіті стали вже четвертими зимовими і сьомими Олімпійськими іграми взагалі, в яких грузинські спортсмени брали участь під прапором незалежної Грузії. Прапороносцем на церемонії відкриття Олімпіади став фігурист Вахтанг Мурванідзе, а на церемонії закриття — гірськолижник Ясон Абрамашвілі. 3 олімпійці (2 чоловіки і 1 жінка) змагалися в 2 видах спорту (гірськолижний спорт, фігурне катання), однак, як і на попередніх зимових Олімпійських іграх, медалей не вибороли.

## Учасники
| Вид спорту          | Чоловіки | Жінки | Всього |
| ------------------- | -------- | ----- | ------ |
| Гірськолижний спорт | 1        | 0     | 1      |
| Фігурне катання     | 1        | 1     | 2      |
| Усього              | 2        | 1     | 3      |

## Гірськолижний спорт
| Спортсмен        | Дисципліна                   | Фінал   | Фінал   | Фінал   | Фінал | Фінал |
| Спортсмен        | Дисципліна                   | Спуск 1 | Спуск 2 | Разом   | Місце |       |
| ---------------- | ---------------------------- | ------- | ------- | ------- | ----- | ----- |
| Ясон Абрамашвілі | гігантський слалом, чоловіки | 1:27.59 | 1:27.27 | 2:54.86 | 29    |       |
| Ясон Абрамашвілі | слалом, чоловіки             | 1:01.84 | 56.83   | 1:58.67 | 32    |       |

## Фігурне катання
| Спортсмени          | Дисципліна                 | Коротка програма | Коротка програма | Вільна програма | Вільна програма | Разом      | Разом |
| Спортсмени          | Дисципліна                 | Бали             | Місце            | Бали            | Місце           | Бали       | Місце |
| ------------------- | -------------------------- | ---------------- | ---------------- | --------------- | --------------- | ---------- | ----- |
| Елене Гедеванішвілі | одиночне катання, жінки    | 57.90            | 6 Q              | 93.56           | 13              | 151.46     | 10    |
| Вахтанг Мурванідзе  | одиночне катання, чоловіки | 49.68            | 28               | не пройшов      | не пройшов      | не пройшов | 28    |